# Série mondiale 1952
Navigation
Édition précédente Édition suivante
La Série mondiale 1952 est la 49e série finale de la Ligue majeure de baseball. 
Elle se joue du 1er au 7 octobre entre les Yankees de New York et les Dodgers de Brooklyn.
Les Yankees remportent leur quatrième titre consécutif et leur troisième en six ans face au Dodgers, le quinzième de l'histoire de la franchise. Cette Série est la quatrième de cinq consécutives remportées par les Yankees, un record en Série mondiale.
Les matchs 6 et 7 retransmis à la télévision par NBC constituent les plus anciennes archives télévisuelles de Série mondiale.

## Équipes en présence

### Yankees de New York
Avec un bilan en saison régulière de 95-59 (V-D% de 0,617), les Yankees de New York sont champions de la ligue américaine, devant les Indians de Cleveland. 
Allie Reynolds mène la ligue en moyenne de points mérités avec 2,06 et en retrait sur des prises avec 160.
C'est la troisième fois en six ans que les Yankees retrouvent les Dodgers à ce niveau de compétition. Ils restent sur deux victoires face aux Dodgers et trois Séries consécutives remportées.

### Dodgers de Brooklyn
Les Dodgers de Brooklyn terminent la saison régulière avec un bilan de 96-57 (V-D% de 0,627), devant les Giants de New York. Ils sont champions de la ligue nationale.
Joe Black est recrue de l'année de la Ligue. Pee Wee Reese mène la ligue en bases volées avec 30.
Les Dodgers tentent de prendre leur revanche trois ans après leur défaite en Série mondiale face aux Yankees.

### Affrontements précédents
Les Yankees ont remporté les trois Séries mondiales opposant les équipes: 4-1 en 1941, 4-3 en 1947 et 4-1 en 1949.

## Médias
L'événement est retransmis à la télévision par NBC. Les commentateurs sont Mel Allen et Red Barber.
À la radio, c'est Al Helfer, Jack Brickhouse et Bill Corum qui commentent pour Mutual.

## Déroulement de la série

### Calendrier des rencontres
La première équipe à remporter quatre parties sur les sept programmées est sacrée championne. 
| Match | Date        | Lieu           | Visiteur            | Hôte                | Score | Affluence |
| ----- | ----------- | -------------- | ------------------- | ------------------- | ----- | --------- |
| 1     | 1er octobre | Ebbets Field   | Yankees de New York | Dodgers de Brooklyn | 2 - 4 | 34 861    |
| 2     | 2 octobre   | Ebbets Field   | Yankees de New York | Dodgers de Brooklyn | 7 - 1 | 33 792    |
| 3     | 3 octobre   | Yankee Stadium | Dodgers de Brooklyn | Yankees de New York | 5 - 3 | 66 698    |
| 4     | 4 octobre   | Yankee Stadium | Dodgers de Brooklyn | Yankees de New York | 0 - 2 | 71 787    |
| 5     | 5 octobre   | Yankee Stadium | Dodgers de Brooklyn | Yankees de New York | 6 - 5 | 70 536    |
| 6     | 6 octobre   | Ebbets Field   | Yankees de New York | Dodgers de Brooklyn | 3 - 2 | 30 037    |
| 7     | 7 octobre   | Ebbets Field   | Yankees de New York | Dodgers de Brooklyn | 4 - 2 | 33 195    |

### Match 1
Mercredi 1er octobre 1952 au Ebbets Field, Brooklyn, New York.
| Yankees de New York | 0 | 0 | 1 | 0 | 0 | 0 | 0 | 1 | 0 | 2 | 6 | 2 |
| Dodgers de Brooklyn | 0 | 1 | 0 | 0 | 0 | 2 | 0 | 1 | X | 4 | 6 | 0 |
| Lanceurs partants : NYY : Allie Reynolds BRO : Joe Black Vic. : Joe Black (1-0) Déf. : Allie Reynolds (0-1) HRs : NYY : Gil McDougald (1) BRO : Jackie Robinson (1), Duke Snider (1), Pee Wee Reese (1) |   |   |   |   |   |   |   |   |   |   |   |   |

### Match 2
Jeudi 2 octobre 1952 au Ebbets Field, Brooklyn, New York.
| Yankees de New York | 0 | 0 | 0 | 1 | 1 | 5 | 0 | 0 | 0 | 7 | 10 | 0 |
| Dodgers de Brooklyn | 0 | 0 | 1 | 0 | 0 | 0 | 0 | 0 | 0 | 1 | 3  | 1 |
| Lanceurs partants : NYY : Vic Raschi BRO : Carl Erskine Vic. : Vic Raschi (1-0) Déf. : Carl Erskine (0-1) HRs : NYY : Billy Martin (1) |   |   |   |   |   |   |   |   |   |   |    |   |

### Match 3
Vendredi 3 octobre 1952 au Yankee Stadium, Bronx, New York.
| Dodgers de Brooklyn | 0 | 0 | 1 | 0 | 1 | 0 | 0 | 1 | 2 | 5 | 11 | 0 |
| Yankees de New York | 0 | 1 | 0 | 0 | 0 | 0 | 0 | 1 | 1 | 3 | 6  | 2 |
| Lanceurs partants : BRO : Preacher Roe NYY : Eddie Lopat Vic. : Preacher Roe (1-0) Déf. : Eddie Lopat (0-1) HRs: NYY : Yogi Berra (1), Johnny Mize (1) |   |   |   |   |   |   |   |   |   |   |    |   |

### Match 4
Samedi 4 octobre 1952 au Yankee Stadium, Bronx, New York.
| Dodgers de Brooklyn | 0 | 0 | 0 | 0 | 0 | 0 | 0 | 0 | 0 | 0 | 4 | 1 |
| Yankees de New York | 0 | 0 | 0 | 1 | 0 | 0 | 0 | 1 | X | 2 | 4 | 1 |
| Lanceurs partants : BRO : Joe Black NYY : Allie Reynolds Vic. : Allie Reynolds (1-1) Déf. : Joe Black (1-1) HRs: NYY : Johnny Mize (2) |   |   |   |   |   |   |   |   |   |   |   |   |

### Match 5
Dimanche 5 octobre 1952 au Yankee Stadium, Bronx, New York.
| Dodgers de Brooklyn | 0 | 1 | 0 | 0 | 3 | 0 | 1 | 0 | 0 | 0 | 1 | 6 | 10 | 0 |
| Yankees de New York | 0 | 0 | 0 | 0 | 5 | 0 | 0 | 0 | 0 | 0 | 0 | 5 | 5  | 1 |
| Lanceurs partants : BRO : Carl Erskine NYY : Johnny Sain Vic. : Carl Erskine (1-1) Déf. : Johnny Sain (0-1) HRs : BRO : Duke Snider (2) NYY : Johnny Mize (3) |   |   |   |   |   |   |   |   |   |   |   |   |    |   |

### Match 6
Lundi 6 octobre 1952 au Ebbets Field, Brooklyn, New York.
| Yankees de New York | 0 | 0 | 0 | 0 | 0 | 0 | 2 | 1 | 0 | 3 | 9 | 0 |
| Dodgers de Brooklyn | 0 | 0 | 0 | 0 | 0 | 1 | 0 | 1 | 0 | 2 | 8 | 1 |
| Lanceurs partants : NYY : Vic Raschi BRO : Billy Loes Vic. : Vic Raschi (2-0) Déf. : Billy Loes (0-1) Sauv. : Allie Reynolds (1) HRs : NYY : Yogi Berra (2), Mickey Mantle (1) BRO : Duke Snider 2 (4) |   |   |   |   |   |   |   |   |   |   |   |   |

### Match 7
Mardi 7 octobre 1952 au Ebbets Field, Brooklyn, New York.
| Yankees de New York | 0 | 0 | 0 | 1 | 1 | 1 | 1 | 0 | 0 | 4 | 10 | 4 |
| Dodgers de Brooklyn | 0 | 0 | 0 | 1 | 1 | 0 | 0 | 0 | 0 | 2 | 8  | 1 |
| Lanceurs partants : NYY : Allie Reynolds BRO : Joe Black Vic. : Allie Reynolds (2-1) Déf. : Joe Black (1-2) Sauv. : Bob Kuzava (1) HRs : NYY : Gene Woodling (1), Mickey Mantle (2) |   |   |   |   |   |   |   |   |   |   |    |   |